# Усады (Гусь-Хрустальный район)
Усады — деревня в Гусь-Хрустальном районе Владимирской области России, входит в состав муниципального образования «Посёлок Добрятино».

## География
Деревня расположена в 3 км на северо-запад от центра поселения посёлка Добрятино и в 58 км на восток от районного центра города Гусь-Хрустальный.

## История
В 1926 году деревня входила в состав Заколпской волости Гусевского уезда. В 1926 году в деревне числилось 18 дворов.
С 1929 года деревня входила в состав Добрятинского сельсовета Гусь-Хрустального района, с 1935 года — в составе Курловского района, с 1963 года — в составе Ильинского сельсовета Гусь-Хрустального района, с 2005 года — в составе муниципального образования «Посёлок Добрятино».

## Население
| 1926 | 2002 | 2010 | 2021 |
| ---- | ---- | ---- | ---- |
| 109  | ↘39  | ↗40  | ↘23  |